# Щепанський Олег Володимирович
Оле́г Володи́мирович Щепа́нський (27 серпня 1976 — 18 лютого 2015) — солдат Збройних сил України.

## Життєвий шлях
1991 року закінчив 8 класів Комаровецької середньої школи. Після школи навчався в Барському професійному будівельному ліцеї (на той час СПТУ № 8) за спеціальністю «Електрогазозварник». Проходив строкову військову службу в лавах ЗСУ. Працював у Комаровецькому ТОВ «Чернеччина».
Мобілізований 21 серпня 2014-го, солдат 30-ї окремої механізованої бригади, стрілець-санітар.
18 лютого 2015-го загинув під час виходу військовиків із Дебальцевого під артобстрілом російськими терористами.
Тіло було вивезене із зони боїв в кінці лютого — українська сторона обміняла тіла Олега та ще кількох побратимів на тіла вбитих терористів.
Без Олега лишилися батьки та цивільна дружина.
27 лютого 2015-го похований в селі Комарівці.

## Нагороди та вшанування
- Указом Президента України № 553/2015 від 22 вересня 2015 року — орденом «За мужність» III ступеня (посмертно)[1]
- 1 вересня 2015 року на будівлі Комаровецької ЗОШ відкрито меморіальну дошку Олегу Щепанському
- у Комарівцях вулицю Леніна перейменовано на вулицю Олега Щепанського.